# Lado (Soudan du Sud)
Pour les articles homonymes, voir Lado.
Lado est une ville du Soudan du Sud, dans l'État d'Équatoria-Central, et qui a donné son nom à l'enclave de Lado.

## Histoire
Lorsque le Général Gordon fut nommé gouverneur du territoire égyptien d'Équatoria en 1874, il déplaça sa capitale de Gondokoro à Lado, au climat plus sain. En 1878, Emin Pacha fut à son tour nommé Bey d'Équatoria, toujours formellement sous contrôle égyptien, il garda ses marques à Lado.
La ville fut également la capitale de l'enclave de Lado.